# Pott-Fraktur
Die Pott-Fraktur ist eine von Sir Percivell Pott im Jahre 1769 beschriebene Fraktur des (seines eigenen) Unterschenkels. Er beschrieb diese Fraktur als häufigsten Typ aller Sprunggelenkfrakturen. Heutzutage wird die Bezeichnung Pott-Fraktur nicht mehr verwendet, da die beschriebene Form der Sprunggelenkfraktur sehr selten auftritt. Im englischen Sprachraum wird der Begriff Pott's fracture heute für eine bimalleolare Fraktur verwendet.

## Klinische Erscheinungen
Das Wadenbein bricht oberhalb der tibiofibularen Syndesmose. Dabei bleibt diese intakt. Es kommt aber zu einer Ruptur (Riss) des Deltabandes, des Innenbandes am oberen Sprunggelenk, so dass das Sprungbein nach lateral kippt.

## Behandlung
Die Therapie erfolgt nach den gängigen Regeln der Osteosynthese und die gerissenen Bänder werden ebenfalls operativ, je nach Patient auch konservativ, versorgt. Im Anschluss an die Akutbehandlung schließt sich ein krankengymnastischer Aufbau an, der nach ca. 6 Wochen Teilentlastung des betroffenen Beins dann in eine Vollbelastung übergehen kann.